# Гавазето (Болоња)
Гавазето (итал. Gavaseto) је насеље у Италији у округу Болоња, региону Емилија-Ромања.
Према процени из 2011. у насељу је живело 58 становника. Насеље се налази на надморској висини од 14 м.